# Yankiel León
Yankiel León (n. 26 aprilie 1982, Jobabo⁠(d), Las Tunas Province⁠(d), Cuba) este un boxer ce a reprezentat Cuba, medaliat olimpic. A participat la o ediție a Jocurilor Olimpice (2008) în care a câștigat o medalie de argint.

## Participări
Lista de mai jos prezintă principalele competiții la care a participat Yankiel León de-a lungul carierei.
- boxing at the 2008 Summer Olympics – bantamweight[*]